# Pozycja 69

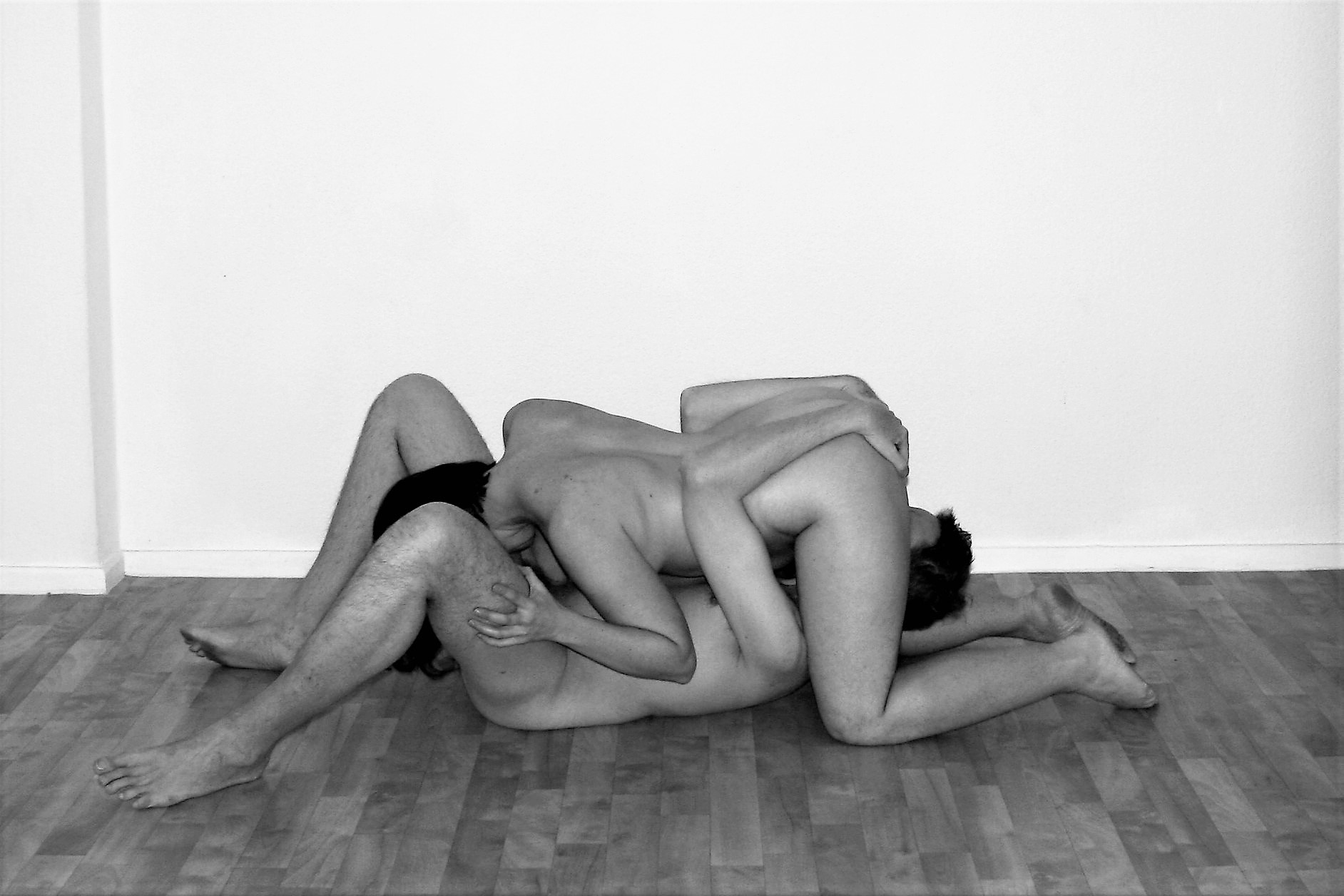
Para uprawiająca seks oralny w pozycji 69

Pozycja 69 (w Kamasutrze nazywana „auparisztaka”) – jedna z pozycji seksualnych, w której dwie osoby ułożone są tak względem siebie, że ich usta znajdują się blisko narządów płciowych partnera/partnerki, umożliwiając wzajemny stosunek oralny (fellatio/cunnilingus). Nazwa wzięła się stąd, że układ ciał partnerów w tej pozycji przypomina cyfry 6 i 9.